# Simon Gächter

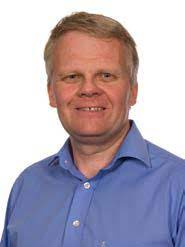
Simon Gächter, 2021

Simon Gächter (* 8. März 1965 in Nenzing, Vorarlberg) ist ein österreichischer Wirtschaftswissenschaftler.

## Leben
Simon Gächter studierte Volkswirtschaftslehre und Philosophie an der Universität Wien. Er promovierte 1994 in Volkswirtschaftslehre und war als Assistent an den Universitäten Wien, Linz und Zürich tätig. Von 2000 bis 2005 war er ordentlicher Professor für Volkswirtschaftslehre an der Universität St. Gallen. Er ist seit Februar 2005 ordentlicher Professor für die Psychologie ökonomischer Entscheidungen am Centre for Economic Decision Research and Experimental Economics der University of Nottingham.
Gächter forscht vor allem im Schnittbereich von Ökonomie und Psychologie.

## Preise, Auszeichnungen und Mitgliedschaften
- 2009: Mitglied der Leopoldina (Matrikel-Nr. 7325)[1]
- 2005: Gossen-Preis des Vereins für Socialpolitik[2]
- 2004: Nationaler Latsis-Preis des Schweizerischen Nationalfonds